# Giric skót király
Giric /Nagy György/ (832 k. – 889 után) piktek és a skótok királya volt (uralkodott: 878–889). Erről az időszakról ellentmondásosak a források. Giric együtt uralkodhatott Eochaid királlyal. Van olyan forrás, amely szerint Eochaid gyámja volt. Lehetséges, hogy a 885. június 16-i napfogyatkozást követően vesztette el hatalmát.
A 12. században már legendák övezik: őt tartják a skót egyház felszabadítójának a pikt elnyomás alól, és úgy tartják, meghódította Írországot és Angliát is. Ezeknek a legendáknak köszönhető, hogy később Nagy György (Gregory the Great) néven is emlegetik. Ezek a történetek jelennek meg Andrew of Wyntoun Orygynale Cronykil of Scotland („Skócia eredeti krónikája”) című művében. Ebben a verzióban Giric, vagy Grig másik neve „Makdougall”, és Dúngal fia. Giric és Eochaid a Duan Albanach című 15. századi verses királylistából (másokkal együtt) kimaradtak.
A.A.M Duncan szerint Giric és Eochaid együttes uralkodása hamisítás, és valójában csak Giric volt király a piktek trónján, amelyre Cináed mac Ailpín (I. Kenneth) lányának fiaként tarthatott igényt. Szerinte az a krónikarészlet, amely szerint Eochaid gyámja volt, a másoló félreolvasásának eredménye, és nem alumpnus (gyám) volt, hanem auunculus (nagybácsi). Alfred P. Smyth szerint Giric I. Kenneth unokaöccse volt, a testvérének, Domnallnak (I. Donald) a fia.
A németországi Schottenklösterben a késő középkorban, illetve a korai újkorban írt „Dunkeld litánia” egy elemzésében Thomas Owen Clancy arra jutott, hogy a szöveg autentikus eredetije egy 9. századi litánia, amelyben a királyt Girichnek nevezik. Ha ez igaz, akkor azt bizonyítja, hogy Giric tényleg király volt.